# Mahmut Orhan

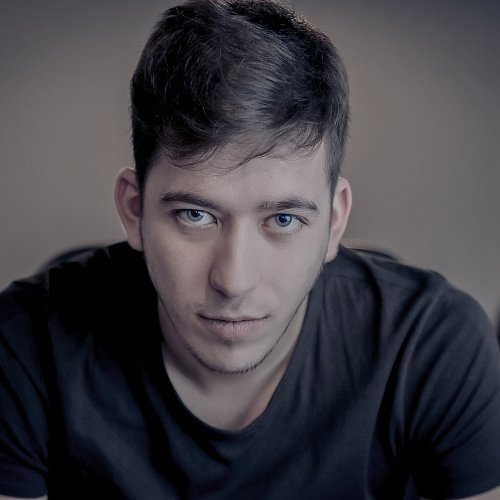
Mahmut Orhan (2017)

Mahmut Orhan (* 11. Januar 1993 in Bursa) ist ein türkischer DJ und Musikproduzent.

## Karriere
Seine Musikkarriere begann 2011. Den Durchbruch außerhalb der Türkei feierte er im Jahr 2016 mit der Veröffentlichung des Songs Feel, gemeinsam mit der damals noch 17-Jährigen Sena Şener. Es kletterte bis in die Top 70 der deutschen Single-Charts. Damit gehört Mahmut Orhan zu den wenigen türkischen Künstlern neben Tarkan, Mustafa Sandal, Sertab Erener, Zeynep Bastık, Reynmen oder Burak Yeter, die eine Chartplatzierung in Deutschland erreicht haben. Nachfolge-Singles wie Save Me oder 6 Days wurden ebenfalls Hits.
Im Jahr 2018 erschien das Album One, auf welchem er für bekannte türkische Musiker wie Yalın, Ajda Pekkan, Kenan Doğulu oder Ferhat Göçer Remixe produziert hat. Vor allem der spätere Remix zu Sıfır Tolerans von Hadise wurde erfolgreich. Zuvor hat Orhan bereits für İlyas Yalçıntaş den Hit Gel Be Gökyüzüm sowie für Ayşe Hatun Önal den Song Olay produziert.
Im Jahr 2018 gewann er zudem einen Altın Kelebek Award in der Kategorie Bester DJ.
Fünf Jahre nach der ersten erfolgreichen Zusammenarbeit mit Sena Şener, veröffentlichten beide im Jahr 2021 den Song Fly Above, der in einem Werbespot für Turkish Airlines zu hören war.
Es erfolgten zudem Kollaborationen mit internationalen Musikern wie Sofi Tukker oder Irina Rimes.
Während seines Auftritts beim Terazzza-Festival in Dielsdorf zeigte er den Wolfsgruß, das Erkennungszeichen der türkischen rechtsextremen Gruppierung der Grauen Wölfe.

## Diskografie

### Alben
- 2024: Pangea

### Remixalben
- 2018: One

### Kollaborationen
- 2012: Unity (mit Boral Kibil)

### Singles
| - 2011: Undesirable Life - 2012: Ceiron - 2012: Fringe (mit Boral Kibil) - 2012: There Is No End - 2013: Touch You Again (mit Senna) - 2013: Way to Life - 2014: You - 2014: It's Time Tonight (mit Deeperise) - 2014: Herneise (mit Boral Kibil) - 2014: Everyday - 2014: Burning Feelings (mit Aytac Kart) - 2014: Hold You (mit Meliksah Beken) - 2015: My Sadness (mit Deep Djas) - 2015: You Got Me Baby (mit Deepjack & Mr.Nu) - 2015: Age of Emotions - 2015: Vesaire - 2015: Honesty (mit Bjorn Maria) - 2016: Reckless (mit Aytac Kart & Elif) - 2016: Feel (mit Sena Şener) - 2017: Save Me (mit Eneli) - 2018: 6 Days (mit Colonel Bagshot) - 2019: 6 Feet (mit Thomas Newson & Jason Gaffner) | - 2019: Schhh (mit Irina Rimes) - 2019: Hero (mit Irina Rimes) - 2020: Nu Vreau (mit Irina Rimes) - 2020: In Control (mit Ali Arutan & Selin) - 2021: Fly Above (mit Sena Şener) - 2021: Lost (mit Giolì & Assia) - 2022: Dönmem Ben Sana (mit Selin) - 2022: Forgive Me (mit Sofi Tukker) - 2022: Allies (mit Drumstone) - 2023: Redemption - 2023: Cutting Ribbons (mit Monnarsh & Paul Brenning) - 2023: Ederlezi - 2023: Backwards (mit Botan Beyaz) - 2023: Bayati Shiraz (mit Kənan Bayramlı) - 2024: Andalusian (mit Ribale Wehbe) - 2024: Nighter (mit Tuana) - 2024: Move On (mit Tripolism) - 2024: Ben Bu Şarkıyı Sana Yazdım (mit Cem Adrian) - 2024: Maldad Pura (mit Jasiel Nuñez) - 2025: Mueva (mit Yiğit Karakaş) - 2025: Şașkın (mit Ilkay Sencan) |

Quelle:

### Produktionen/Remixe (Auswahl)
- 2017: Olay (von Ayşe Hatun Önal)
- 2017: Gel Be Gökyüzüm (von İlyas Yalçıntaş)
- 2017: Sıfır Tolerans (von Hadise)
- 2017: Sesinde Aşk Var (von Yalın)
- 2017: Journey (von Mark Eliyahu)
- 2019: Swing (von Sofi Tukker)
- 2022: Moment (von PaulWetz & Dillistone)

## Auszeichnungen
- 2018: Altın Kelebek Award in der Kategorie Bester DJ

## Auszeichnungen für Musikverkäufe
| Platin-Schallplatte - Polen - 2024: für die Single Feel |

Anmerkung: Auszeichnungen in Ländern aus den Charttabellen bzw. Chartboxen sind in ebendiesen zu finden.
| Land/RegionAuszeichnungen für Musikverkäufe (Land/Region, Auszeichnungen, Verkäufe, Quellen) | Gold  | Platin  | Verkäufe | Quellen           |
| -------------------------------------------------------------------------------------------- | ----- | ------- | -------- | ----------------- |
| Deutschland (BVMI)                                                                           | Gold1 | —       | 200.000  | musikindustrie.de |
| Polen (ZPAV)                                                                                 | —     | Platin1 | 50.000   | olis.pl           |
| Insgesamt                                                                                    | Gold1 | Platin1 |          |                   |